# Ceratozetes ambiguus
Ceratozetes ambiguus är en kvalsterart som beskrevs av Valerie M. Behan-Pelletier 1998. Ceratozetes ambiguus ingår i släktet Ceratozetes och familjen Ceratozetidae. Inga underarter finns listade i Catalogue of Life.